# Bandeira do Arkansas

Bandeira do Arkansas

A bandeira do Arkansas ou, na sua forma portuguesa, do Arcansas, consiste em um losango em um fundo vermelho, representando as minas de diamante do Arkansas (o Arkansas foi o primeiro estado onde diamantes foram extraídos naturalmente). As vinte e cinco estrelas em volta da borda do diamante representa a posição do Arkansas como 25º estado a aderir à União. A estrela dentro do losango e acima da palavra "ARKANSAS" é para os Estados Confederados da América. As três estrelas embaixo da palavra "ARKANSAS" têm três significados diferentes: as nações às quais o Arkansas pertenceu (Espanha, França e os Estados Unidos), o ano no qual a Compra da Luisiana ocorreu (1803) e quando o Arkansas se tornou o terceiro estado (depois da Luisiana e do Missouri) formado desde a Compra da Luisiana. A bandeira foi desenhada por Willie Kavanaugh Hocker de Wabbaseka em um concurso com 65 propostas, em 1912.